# Diga di Villa Collemandina
La diga di Villa Collemandina è una diga nel comune di Villa Collemandina, in provincia di Lucca.

## Storia e descrizione
È una diga costruita nel 1914, sul torrente Corfino, per la produzione di energia elettrica. Lo sbarramento delle acque dà vita al lago artificiale di Villa Collemandina. È una diga a struttura muraria ad arco in calcestruzzo. Ha un'altezza di 37,5 metri e lo sviluppo del coronamento è di 65 metri. È collegata attraverso condotte alla centrale idroelettrica di Corfino per alimentare una turbina Francis con una potenza di 15 MW. È di proprietà di Enel Produzione.

## Galleria d'immagini

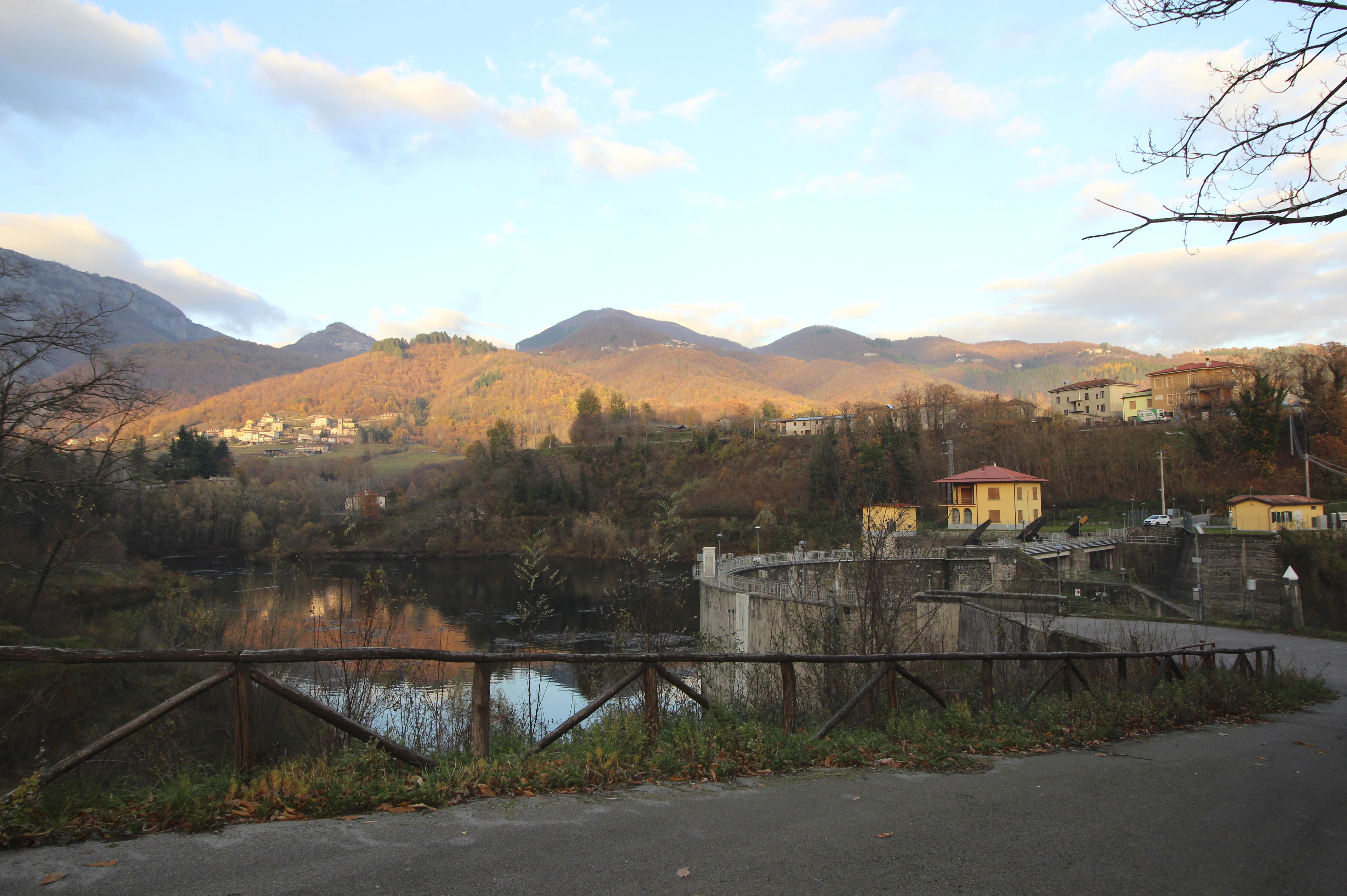
Lago e diga
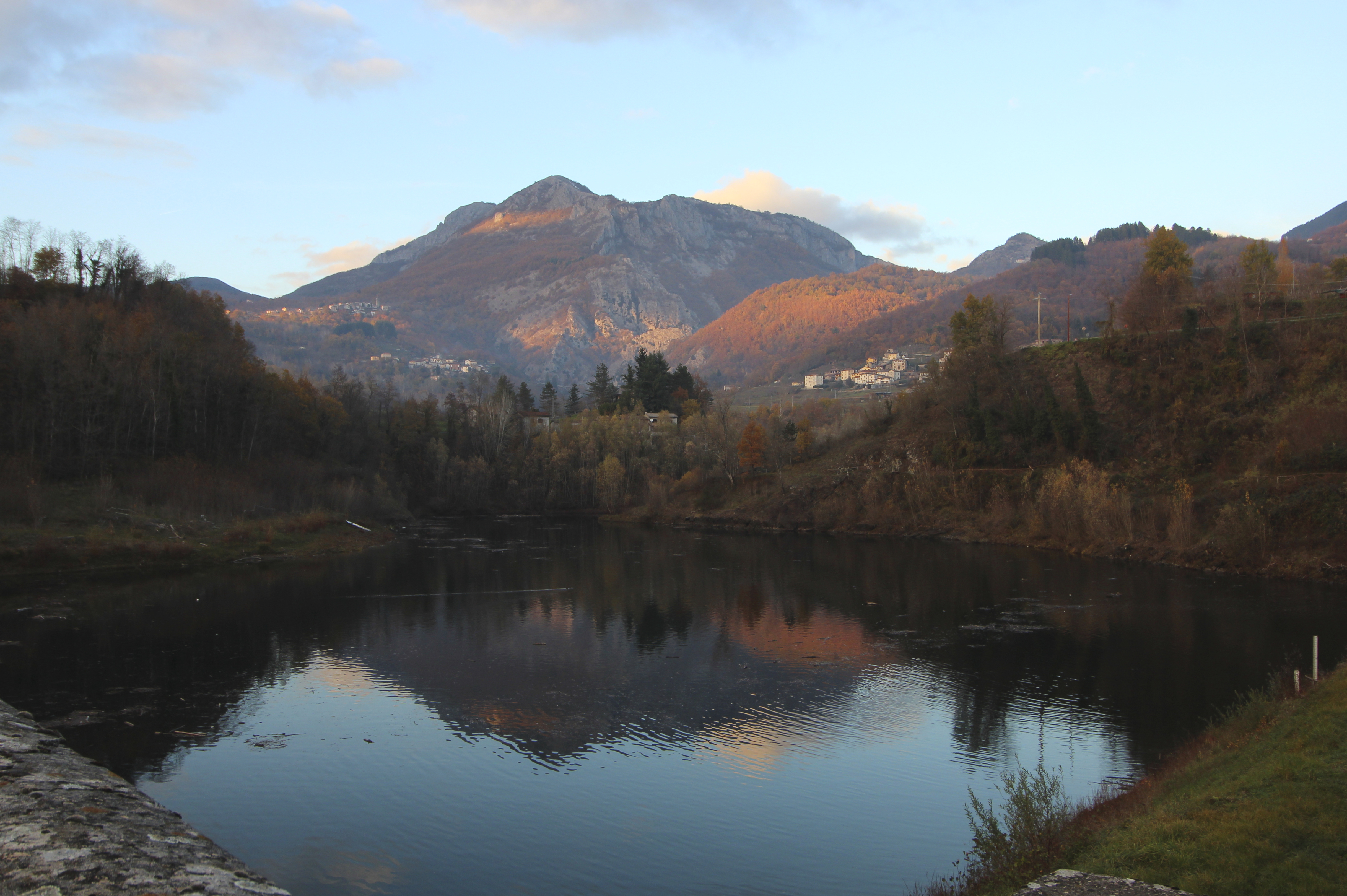
Il lago di Villa